# Српски лист (Задар)
Српски лист је био лист Српске народне странке који је у Задру почео излазити почетком 1880. године.
Уредник је био Сава Бјелановић, тада млади правник, који се из љубави према свом српском народу одрекао правничке каријере и пожртвовано се посветио раду око тог листа.  У првом броју је објављен програм Српске народне странке који се сатојао у истицању права на српску народност без обзира на било која државна и историјска права и не правећи разлике о припадности вјероисповјести. Гесло је било: Брат је мио које вјере био. Онај дио Народне странке који је у њој водио прву ријеч, католички попови, осули су најљућу паљбу на овај лист и њеног оснивача, уједно и оснивача српске странке на Приморју. Доказивали су да у Далмацији нема Срба нити мјеста српској мисли, и како је српска станка изум православних попова и калуђера. Највише их је бољело што су ту били и Срби католици. Миховил Павлиновић је у другом периоду свога живота (раније просрпском, касније антисрпском) говорио да Српски лист под именом Срба католика опада и грди све хрватско и католичко на свијету, и да шири превратне државне и вјерске теорије. Бјелановић је одговарао низом чланака на Павлиновићове нападе и у њима је показао своје новинарске вјештине.  Лист је забрањен, па је Сава Бјелановић основао Српски глас (1888), који је излазио све до 1905. године.
Српски лист је будно пратио догађаје у Босни и Херцеговини и залагао се за права тамошњих Срба, па је имао и доста претплатника из БиХ. Листу су из Босне стизали многи дописи који су износили неправде које су се чиниле Србима. Сарајевска влада је лист забранила за БиХ, а побринула се да буде забрањен и у Хрватској и Славонији и за све земље круне Светог Стефана, да би се и преко тих територија спречио улазак листа у Босну и Херцеговину, а и да се лист финанцијски ослаби. Због тога је 1888. лист промијенио наслов из Српски лист у Српски глас. И Српски глас је доживјео исту судбину, забрањен је за Босну и Херцеговину. 

## Занимљивости
Неки уредници српских новина и часописа на територији данашње Хрватске, а ондашње Аустроугарске, нису имали дужи животни вијек. Тако је родом Корчуланин, Србин католик Антун Фабрис, након тамновања због објављивања пјесме Бокешка ноћ у првом књижевном часопису у Дубровнику - Срђ, трајно нарушио своје здравље и преминуо је у 40. години живота. Католички Србин Луко Зоре је поживио 60 година, а уредник Српског гласа у Загребу, Милан Ђорђевић умире у 39. години. Павле Јовановић, први уредник Србобрана, који је такођер био у тамници због неких чланака (критике аустроугарске власти у БиХ)  умире у напону снаге и политиког талента у 48. години живота. Сава Бјелановић, уредник Српског листа, који је касније забрањен и каснијег Српског гласа (Задар) живи до своје 46. године. Будислав Будисављевић уредник Новог Србобрана и Српског кола умире, као и новинар и уредник Српског кола, Милан Грчић, у 42. години живота. Сима Лукин Лазић, власник и уредник листа Врач погађач умире у 40. години.